# Onésimo Díaz
Onésimo Díaz Hernández (Vallecas, Madrid, 16 de agosto de 1966) es un historiador español, profesor de Historia Contemporánea en la Universidad de Navarra.

## Trayectoria
Comenzó su carrera académica en la Universidad Complutense de Madrid, prosiguió sus estudios en la Universidad de Navarra y término la licenciatura en Historia en la Universidad del País Vasco, donde se doctoró con la tesis, dirigida por Juan Pablo Fusi, sobre la historia de la Diputación de Álava durante la Restauración (1995).
En 1998 se incorporó a la Universidad de Navarra como investigador del Grupo de Historia de España siglo XX y como secretario del Centro de Documentación y Estudios Josemaría Escrivá de Balaguer. En dicha universidad participó en la creación del Diploma de Historia del siglo XX. Investigó la vida y la obra de Rafael Calvo Serer, publicando una monografía en la Universidad de Valencia.
En el 2008 se trasladó a Roma, donde realizó una tesis doctoral, defendida en la Universidad de la Santa Cruz, en Historia de la Iglesia sobre el Opus Dei después de la guerra civil española (2013). Es vocal del Comité Editorial de la revista Studia et Documenta.
Colabora sobre temas de historia actual en prensa regional y nacional: El Mundo, Expansión, Diario de Navarra, El Correo, Hoy, Diari de Tarragona, Diario de Aragón y Heraldo de Soria y ABC.
Actualmente trabaja en la Universidad de Navarra como investigador del Grupo de Investigación en Historia reciente y es subdirector del Centro de Documentación y Estudios Josemaría Escrivá de Balaguer.
Es autor de una trilogía de historia reciente: Historia de Europa en el siglo XX a través de grandes biografías, novelas y películas (2008), Historia de España en el siglo XX a través de grandes biografías, novelas y películas (2010) e Historia del mundo en el siglo XX a través de grandes biografías, novelas y películas (2014).

## Premios y reconocimientos
- Premio “Jesús María Leizaola (1994)” del Instituto Vasco de Administración Pública sobre materias autonómicas con el trabajo titulado “En los orígenes de la autonomía vasca” (publicado, Oñate, I.V.A.P., 1995).[1][9]
- Primer Premio en el segundo concurso "Trabajos de investigación relacionados con Laudio-Llodio" organizado por el Ayuntamiento de Llodio en 1997, con el trabajo titulado “Los primeros Marqueses de Urquijo y lodio” (publicado en la revista Bai, Llodio, 1997, pp. 1-26).[1]

## Asociaciones de las que se forma parte
Es miembro de:
- Asociación de Historia Contemporánea
- Asociación Española de Historia Religiosa Contemporánea

## Monografías
Ha publicado, además de diversos artículos, las siguientes monografías:
- En los orígenes de la autonomía vasca. La situación política y administrativa de la Diputación de Alava (1875-1900), Oñate, Instituto Vasco de Administración Pública, 1995
- Los Marqueses de Urquijo. El apogeo de una saga poderosa y los inicios del Banco Urquijo, 1870-1931, Pamplona, Eunsa, 1998.[10][11]
- Josemaría Escrivá de Balaguer y los inicios de la Universidad de Navarra (1952-1960), Pamplona, Eunsa, 2002 (editado junto a Federico Requena).
- Rafael Calvo Serer y el grupo “Arbor”, Valencia, Publicaciones Universidad de Valencia (PUV), 2008[2]
- Historia de Europa en el siglo XX a través de grandes biografías, novelas y películas, Pamplona, Eunsa, 2008
- Rafael Calvo Serer. La búsqueda de la libertad (1954-1988), Madrid, Rialp, 2010 (coautor  junto a Fernando de Meer)
- Historia de España en el siglo XX a través de las grandes biografías, novelas y películas, Barcelona, Base, 2010.
- Historia del mundo en el siglo XX a través de las grandes biografías, novelas y películas, Barcelona, Base, 2014.
- La revista Arbor (1944-2014): estudio y antología de una publicación del Consejo Superior de Investigaciones Científicas, Madrid, CSIC, 2015.[12]
- En la lucha por la autonomía vasca: La situación política y económico-administrativa de la Diputación de Álava (1900-1923), Oñate, Instituto Vasco de Administración Pública (IVAP), 2016.
- Historia de los Papas en el siglo XX: a través de biografías, novelas y películas, Barcelona, Base, 2017, 1.ª, 229 pp.
- Posguerra: La primera expansión del Opus Dei durante los años 1939 y 1940, Madrid, Rialp, 2018, 1.ª, 382 pp.[13]
- Mujeres protagonistas del siglo XX, Barcelona, Editorial Base, 2019, 1.ª, 296 pp.[14]
- 30 Aniversario. Colegio Eclesiástico Internacional Bidasoa, Pamplona, Eunsa, 2020, 1.ª, [181] pp.
- Expansión: El desarrollo del Opus Dei entre los años 1940 y 1945, Madrid, Rialp, 2020, 1.ª, 692 pp.[15]
- Florentino Pérez Embid: Una biografía (1918-1974), Madrid, Rialp, 2023, 1.ª, 651 pp.[16]
- Historia, cultura y cristianismo (1870-2020): un relato a través de diez novelas y sus adaptaciones cinematográficas, Pamplona, Eunsa, 2024, 1.ª, 446 pp.[17]